# Château de Marqueyssac (Vézac)
Pour les articles homonymes, voir Château de Marqueyssac.

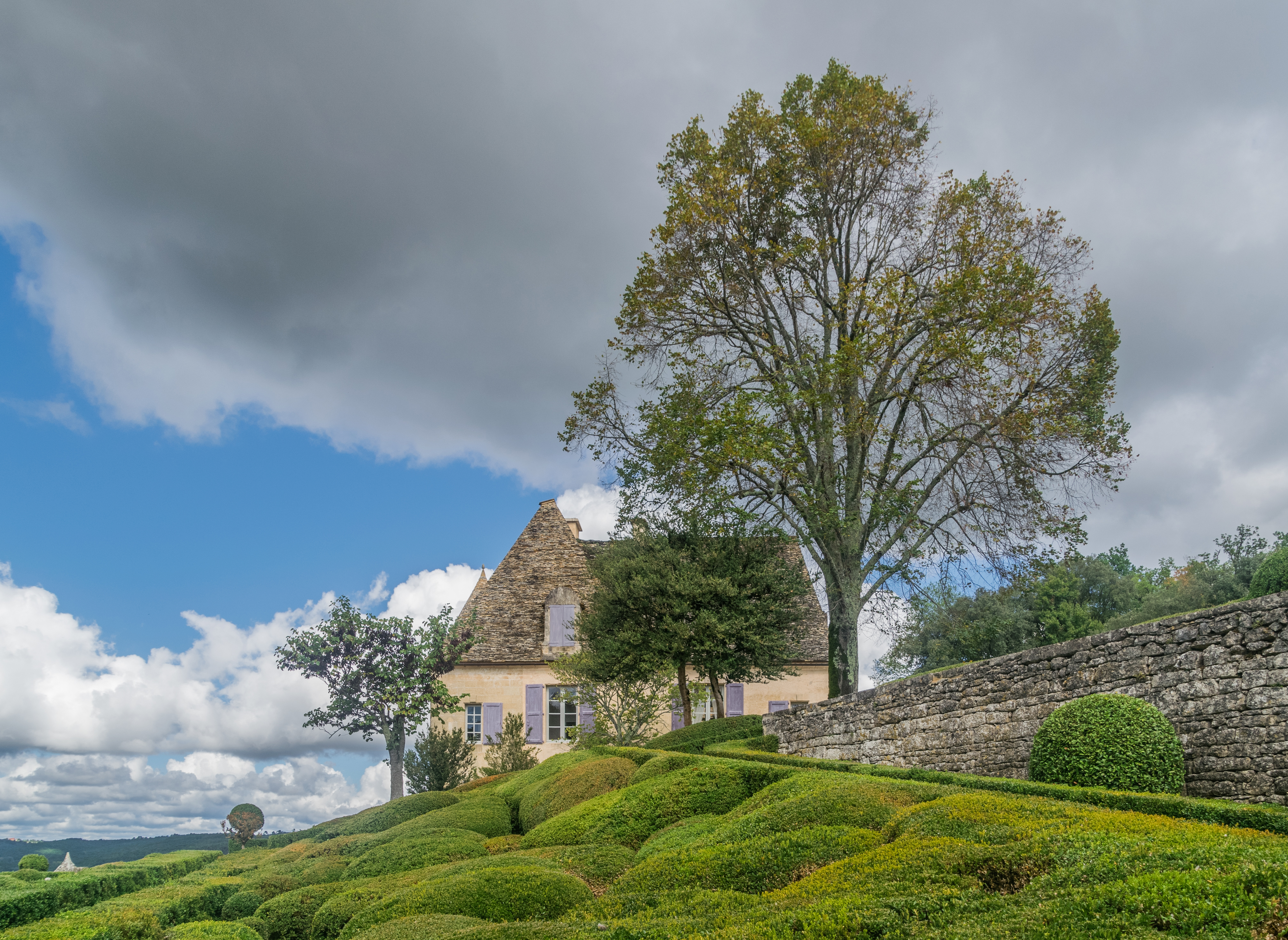
Le château de Marqueyssac. Septembre 2017.

Le château de Marqueyssac est un château français implanté sur la commune de Vézac, dans le département de la Dordogne, en région Nouvelle-Aquitaine.
Il fait l'objet d'une protection au titre des monuments historiques.

## Localisation
Dans le Périgord noir, au sud-est du département de la Dordogne, le château de Marqueyssac est situé sur la commune de Vézac. Son parc est situé sur un plateau dominant la vallée de la Dordogne culminant à 130 m.

## Historique
Le château est connu pour son parc créé sous la forme d'un jardin de buis surmonté de cyprès et parsemé de cyclamens de Naples par Julien de Cerval, après 1861, quand il revient d'Italie après son intervention, dès 1849, pour défendre les États pontificaux.
Les propriétaires successifs n'ayant plus les moyens d'entretenir les jardins après la Seconde Guerre mondiale, Kléber Rossillon, gestionnaire du château de Castelnaud voisin, reprend la gestion du château et l'entretien des jardins. Les buis centenaires sont taillés à la main. Le parc est aussi connu pour ses points de vue sur la vallée de la Dordogne et les châteaux de Castelnaud et de Beynac.
Le château a été inscrit au titre des monuments historiques le 29 septembre 1948 pour ses façades et toitures.
Ses jardins de buis qui surplombent la Dordogne sont labellisés jardin remarquable.

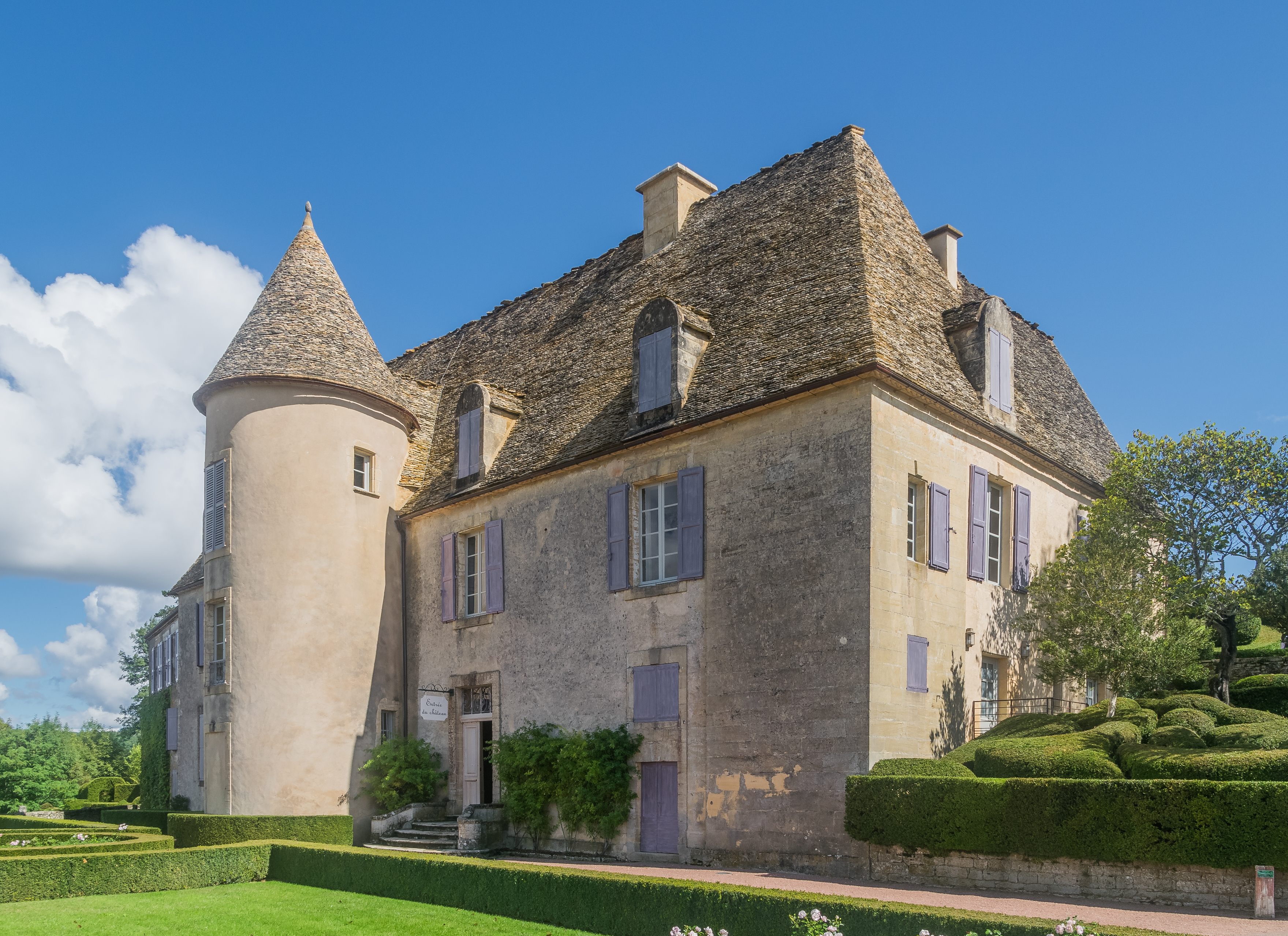
Le château de Marqueyssac vu des jardins.
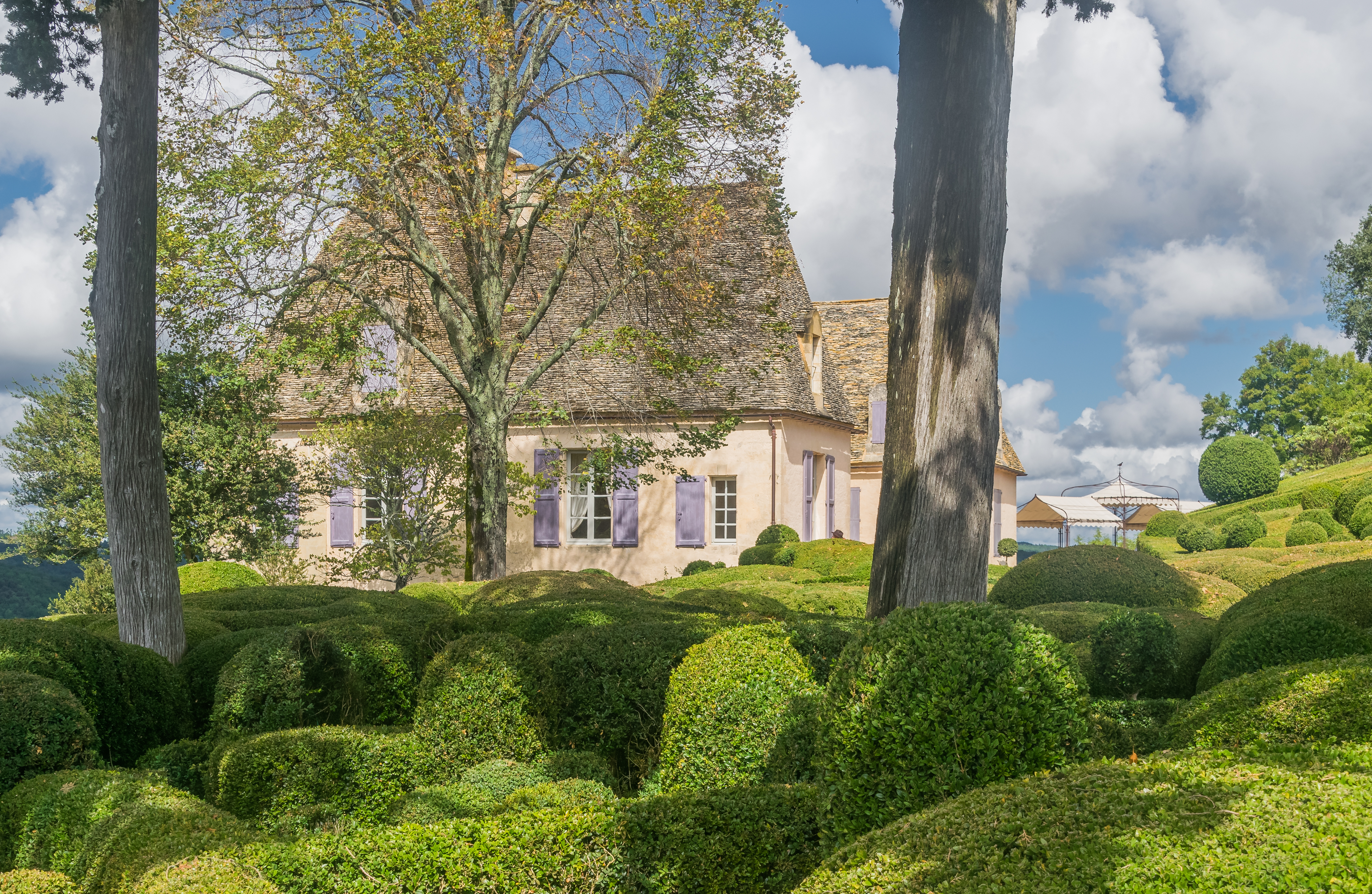
Vue sur le jardin de buis du château de Marqueyssac.